# Yuroks
Els yurok són una tribu índia del tronc macro-algonquià o algic (llengües algonquines), el nom de la qual procedeix del karuk yuh'ára, yurúkvaarar o yuruk "riu avall", però que s'anomenava a si mateixa Olekwo’l "persona". Es dividien en 50 llogarrets. Actualment viuen a la reserva índia Yurok i a algunes ranxeries, inclosa la ranxeria Trinidad, al comtat de Humboldt. Estan registrats dins de set diferents tribus reconegudes federalment.

## Localització
Vivien al llarg del baix riu Klamath i de la costa del Pacífic. Actualment ocupen les reserves i ranxeries de Big Lagoon, Hoopa Valley, Resighini, Trinidad i Yurok, a Califòrnia. Avui els yurok estan registrats en set tribus reconegudes federalment:
- Ranxeria Big Lagoon
- Ranxeria Blue Lake

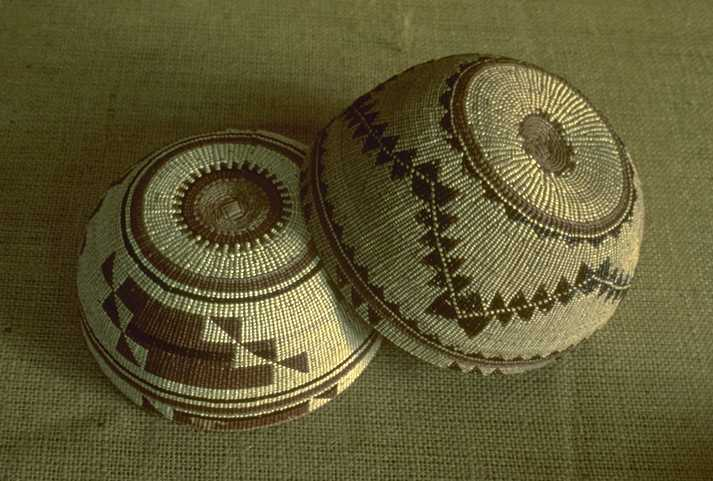
Barrets femenins de teixit yurok, Parc Nacional Redwood

- Comunitat índia Cher-Ae Heights de la ranxeria Trinidad
- Ranxeria Elk Valley
- Ranxeria Resighini
- Ranxeria Smith River
- Tribu Yurok de la reserva Yurok.[4]

## Demografia
El 1870 eren uns 2.500 individus, però van ser reduïts a 500 el 1909. El 1960 hi havia uns 957 a Califòrnia, segons Asher eren 4.500 el 1980, però sembla més assenyat pensar que són 1.200 el 1990. Segons el cens dels EUA del 2000, hi havia 4.098 purs, 382 barrejats amb altres tribus, 1.170 barrejats amb altres races i 159 barrejats amb altres races i altres tribus. En total, 5.809 individus.
Segons dades de la BIA del 1995, a la ranxeria Big Lagoon hi havia 30 habitants (17 en el rol tribal) Hoopa Valley, a la ranxeria Resighini hi havia 85 habitants (82 al rol tribal), a la ranxeria Trinidad hi havia 164 habitants (143 al rol tribal) i a la reserva Yurok hi ha 3.933 habitants (3.448 al rol tribal).

## Costums
La seva cultura és similar a la dels karok. Llurs llogarrets eren petites col·leccions de cases independents que pertanyien a famílies individuals, i no pas a una comunitat unificada amb autoritat política total. Els residents als llogarrets dividien els drets de les àrees de subsistència i els d'execució de certs rituals, però d'altres drets, com els de pesca, cacera i recol·lecció, pertanyien a cases particulars. La consciència de classe i la diferència entre rics i pobres els era molt marcada.
Aquests drets s'adquirien per herència, dot, diners de sang o per venda. Les ciutats també tenien cases de suor, les quals servien de dormitori als homes i eren una unitat social bàsica (consistent en comptats membres en la banda paterna, encapçalats pel membre més vell). També tenien cases menstruals per a les dones.
Al cap duien una banda coberta amb plomes de gall dindi, rematades amb budells de cérvol.
La seva economia era basada en la pesca del salmó i la recollida d'aglans, i també realitzaven cistells. Usualment, proveïen de canoes als karok, puix que tenien accés als boscos de secoia. La riquesa es comptava en cinturons de petxines dentegades, talles d'obsidiana, cabelleres d'ocell picafustes i pells de cérvol albí. Adquirir riqueses era el major ideal dels yurok i karok. Les renyines eren habituals, amb el pagament de diners de sang tot seguint una precisada escala de valors que depenien de la seriositat de l'ofensa. El valor de la vida humana depenia del seu status social.

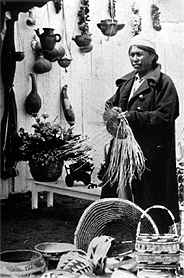
cisteller yurok

La religió estava compromesa amb l'esforç individual per a obtenir béns sobrenaturals, especialment mitjançant rituals purificadors i ritus per al benestar públic. La més important era el Cicle de Renovació del Món, en el qual hom assegurava abundància de menjar, riqueses i béns. Incloïa la recitació de fórmules màgiques tot repetint les paraules d'un ancià esperit de casta i d'altres actes. També celebraven amb els karok i hupa la dansa anyal de la Pell del Cérvol Albí. El poder espiritual de guarir malalties estava reservat a les dones, la qual cosa les donava no sols prestigi sinó també riqueses. Tant yuroks com karoks celebraven el potlacht, amb danses de màscares, art representatiu i d'altres arts propis de les tribus del Nord-oest.

## Història
Les principals ciutats eren Atsepar, Loolego, les tres viles Pekwuteu, Weitspus and Ertlerger en la confluència del Trinity amb el Klamath, Wakhshek, Atsep, Kenek, Merip, Kepel, Shaa, Murek, Meta, Nakhtskum, Sheregegon, Yokhter, Pekwan, Kootep, Wakhtek, Wakhker, Tekta, Serper, Enipeu, Ayotl, Erner, Turip, Wakhkel, Hoopeu, i Wetlko i Rekwoi al costat oposat de les boques del Requa. A la costa hi ha les d'Ashegen, Eshpeu, Arekw, Tsahpekw, Oketo, Big lagoon i Tsurau (Trinidad).
Se’ls considerava la tribu més desenvolupada del Nord de Califòrnia. Les restes arqueològiques indiquen que ja hi vivien el 1300. Es van mantenir aïllats dels blancs fins ben entrat el segle xix, tot i que foren visitats per Bodega i Pérez el 1775 i que el 1827 els visitaren comerciants de la Hudson Bay Company, i el 1828 per Jedediah Smith. Teòricament, formaven part de l'Imperi Espanyol, i des del 1821 de la República de Mèxic, però mai no els van molestar.
Des del 1848, pel Tractat de Guadalupe-Hidalgo, passaren a formar part dels EUA, i dins d'ells, des del 1849 de l'Estat de Califòrnia. Però no van tenir contacte real amb els blancs fins al 1870, ja que al seu territori no hi havia or. Tot i així el 1850 patiren una epidèmia de verola.
Des d'aleshores l'alcohol, les malalties i l'aculturació els ha fet disminuir en nombre, i a finals del segle xix la BIA els va cedir algunes reserves al seu territori original. El 1855 se’ls va assignar una reserva als 2.500 que eren. El 1988 s'aprovà la Hoopa-Yurok Settlement Act que dividia llurs terres.

## Llista de yurok
- Rick Bartow
- Lucy Thompson
- Shaunna Oteka McCovey
- Archie Thompson